# Пампа (Техас)
Пампа (англ. Pampa) — місто (англ. city) в США, адміністративний центр округу Грей у північній частині штату Техас. Населення — 16 867 осіб (2020). Щороку в липні у Пампі проходить родео «Top O 'Texas», що збирає учасників з Техасу та з штатів, що межують з ним. У центрі міста знаходиться музей «White Deer Land», у якому проходять тваринницькі та сільськогосподарські виставки.

## Географія
Пампа розташована за координатами 35°32′52″ пн. ш. 100°57′54″ зх. д. / 35.54778° пн. ш. 100.96500° зх. д. (35.547666, -100.965034).  За даними Бюро перепису населення США в 2010 році місто мало площу 23,21 км², уся площа — суходіл.

### Клімат
| Клімат : Пампа                                         | Клімат : Пампа | Клімат : Пампа | Клімат : Пампа | Клімат : Пампа | Клімат : Пампа | Клімат : Пампа | Клімат : Пампа | Клімат : Пампа | Клімат : Пампа | Клімат : Пампа | Клімат : Пампа | Клімат : Пампа | Клімат : Пампа |
| Показник                                               | Січ.           | Лют.           | Бер.           | Квіт.          | Трав.          | Черв.          | Лип.           | Серп.          | Вер.           | Жовт.          | Лист.          | Груд.          | Рік            |
| Абсолютний максимум, °C                                | 27,8           | 30,0           | 33,9           | 36,7           | 39,4           | 43,9           | 42,2           | 40,6           | 40,0           | 37,2           | 31,1           | 26,7           | 43,9           |
| Середній максимум, °C                                  | 8,8            | 11,7           | 16,2           | 21,2           | 25,7           | 30,6           | 33,3           | 32,2           | 27,9           | 22,2           | 14,5           | 9,6            | 21,2           |
| Середній мінімум, °C                                   | −5,6           | −3,3           | 0,3            | 5,2            | 10,9           | 16,2           | 18,9           | 18,3           | 13,9           | 7,3            | 0,2            | −4,3           | 6,5            |
| Абсолютний мінімум, °C                                 | −21,1          | −21,7          | −16,1          | −8,3           | −1,1           | 5,6            | 10,6           | 10,0           | −0,6           | −11,1          | −15            | −22,2          | −22,2          |
| Норма опадів, мм                                       | 14             | 21             | 38             | 50             | 86             | 89             | 72             | 60             | 58             | 40             | 30             | 18             | 576            |
| Днів з опадами                                         | 3,9            | 4,7            | 5,8            | 6,2            | 9,2            | 8,8            | 7,2            | 8,1            | 6,6            | 5,0            | 4,7            | 4,6            | 74,8           |
| ------------------------------------------------------ | -------------- | -------------- | -------------- | -------------- | -------------- | -------------- | -------------- | -------------- | -------------- | -------------- | -------------- | -------------- | -------------- |
| Джерело: NOAA (normals: 1971–2000, records: 1964-2001) |                |                |                |                |                |                |                |                |                |                |                |                |                |

## Демографія

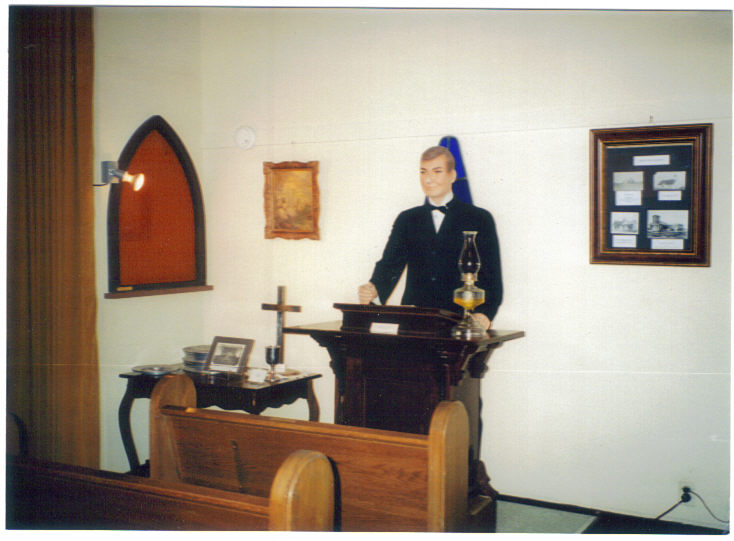
Реконструкція Капели в музеї White Deer

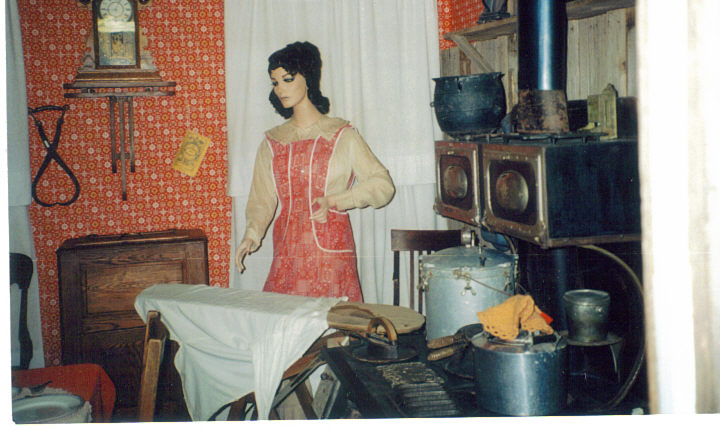
Прасування на кухні, 1900, музей White Deer

Згідно з переписом 2010 року, у місті мешкали 17 994 особи в 7109 домогосподарствах у складі 4851 родини. Густота населення становила 775 осіб/км².  Було 8492 помешкання (366/км²).
Расовий склад населення:
| - 80,9 % — білих - 3,3 % — чорних або афроамериканців - 0,8 % — корінних американців - 0,4 % — азіатів - 12,0 % — осіб інших рас |

До двох чи більше рас належало 2,6 %. Частка іспаномовних становила 26,0 % від усіх жителів.
За віковим діапазоном населення розподілялося таким чином: 27,0 % — особи молодші 18 років, 57,0 % — особи у віці 18—64 років, 16,0 % — особи у віці 65 років та старші. Медіана віку мешканця становила 37,1 року. На 100 осіб жіночої статі у місті припадало 95,2 чоловіків;  на 100 жінок у віці від 18 років та старших — 92,8 чоловіків також старших 18 років.
Середній дохід на одне домашнє господарство  становив 54 950 доларів США (медіана — 42 205), а середній дохід на одну сім'ю — 64 729 доларів (медіана — 52 821). Медіана доходів становила 42 899 доларів для чоловіків та 30 176 доларів для жінок. За межею бідності перебувало 14,0 % осіб, у тому числі 18,8 % дітей у віці до 18 років та 7,1 % осіб у віці 65 років та старших.
Цивільне працевлаштоване населення становило 7975 осіб. Основні галузі зайнятості: сільське господарство, лісництво, риболовля — 16,3 %, освіта, охорона здоров'я та соціальна допомога — 16,2 %, роздрібна торгівля — 11,9 %, виробництво — 9,0 %.